# Chanové
Chanové (zjednodušená čínština: 汉族 či 汉人, tradiční čínština: 漢族 či 漢人, pchin-jin: hànzú či hànrén) jsou čínská etnická skupina a daleko nejpočetnější etnická skupina na světě. Počet Chanů přesahuje 1 300 000 000. Chanové žijí převážně na území dnešní Čínské lidové republiky, kde tvoří asi 92 % obyvatelstva, ale i v mnoha dalších částech světa. Na ostrově Tchaj-wan (v Čínské republice) tvoří Chanové 98 % obyvatelstva, v Singapuru 75 % a celosvětově to je asi 19 %.
Chany lze do velké míry ztotožnit s Číňany a jejich jedinečnou civilizací, která trvá nepřetržitě 3000 let písemně zaznamenaných dějin a dále zpět do prehistorické a neolitické doby. Chanové se od svých sousedů – Korejců, Mongolů, Mandžuů, Tibeťanů, Ujgurů a národů jihovýchodní Asie – odlišují jak z antropologického, tak z lingvistického a kulturního hlediska.

## Historie
Historickým centrem chanského osídlení je povodí Žluté řeky, kde se kolem roku 2500 př. n. l. objevila usedlá vesnická zemědělská společenství. Zdejší nížiny se sprašovou půdou a dostatkem pramenité vody se hodily pro zemědělství a okolní zalesněné kopce byly zdrojem potřebného dřeva.
Chanové se po staletí stěhovali na jih a na východ, kde se postupně usazovali v údolích a nížinách, přičemž původní etnické menšiny zatlačovali do vrchovin a hor. Dějiny Chanů jsou vlastně postupnou koloniální expanzí jejich kultury a způsobu života. Charakteristickým rysem rozvoje chanského státu je kontrola vodních toků coby dopravních a zavlažovacích kanálů. Dnes je oblast obývaná Chany soustředěná zejména v povodích Žluté řeky a řeky Jang-c’-ťiang.
Ve 3. století př. n. l. sjednotil Čínu a tedy Chany císař Čchin Š'-chuang-ti a vytvořil silný centralizovaný stát Čchin.

## Jazyk a písmo
Čínský jazyk se též nazývá chan-jü, doslova „jazyk Chanů“ a patří do sinotibetské jazykové rodiny. Čínské znaky jsou jednou z nejstarších podob písma na světě. Pocházejí z doby před více než 4000 lety a jsou původně založeny na piktogramech, později byly kombinovány s ideogramy. Císař Čchin Š’-chuang-ti, který sjednotil Čínu a postavil Velkou čínskou zeď, sjednotil také systém psaní čínských znaků, jež pro tento účel zjednodušil. Čínské písmo se tak stalo významným jednotícím prvkem v čínských dějinách, neboť překonávalo babylon rozličných mluvených jazyků a dialektů.

## Kultura
Chanská kultura bývá často spojována s konfucianismem a úřednickou správou, která je pro ně specifická a která se stala převažujícím systémem státu. Do státní správy byli vybíráni úředníci („mandaríni“), kteří museli prokázat své schopnosti složením celé řady zkoušek založených na konfuciánských textech.
Chanové museli svoji kulturu často bránit proti nájezdům okolních kmenů a národů, zejména proti vpádům severních kmenů, Mongolů 1271–1368 a Mandžuů 1644–1911. Někdy byli nuceni ustoupit a podvolit se cizí nadvládě. Přežili však díky tomu, že dokázali uzurpátory do značné míry asimilovat do vlastní kultury a politického systému. Výsledkem tohoto složitého procesu je skutečnost, že chanská kultura je vlastně „míchanicí kultur slučující tradice všech příslušníků čínského národa, včetně národností (jako Tibeťané, muslimští Ujguři, Tajové a Čuangové příbuzní národům jihovýchodní Asie atd.)“. Proto jsou mnohé památníky čínské tradice, jako například Zakázané město v Pekingu, symboly multietnické kultury.